# Lord-maire de Dublin
Le lord-maire de Dublin (en anglais : Lord Mayor of Dublin et en irlandais : Ardmhéara Bhaile Átha Cliath) est un titre honorifique du président du Dublin City Council (en) qui est l'organe du gouvernement local de la ville de Dublin, la capitale de l'Irlande.
Le poste est occupé depuis le 18 décembre 2024 par Emma Blain (en), membre du Fine Gael.

## Fonctions
Le lord-maire est élu par le conseil municipal parmi ses membres pour un mandat d'un an. Ses fonctions sont essentiellement honorifiques et consistent à présider les réunions du conseil municipal et à représenter la ville lors d'événements publics.

## Histoire
Le poste de maire de Dublin est créé en 1229 par le roi Henri III. Le titre est élevé à celui de lord-maire en 1665 par le roi Charles II